# Ohm Krüger

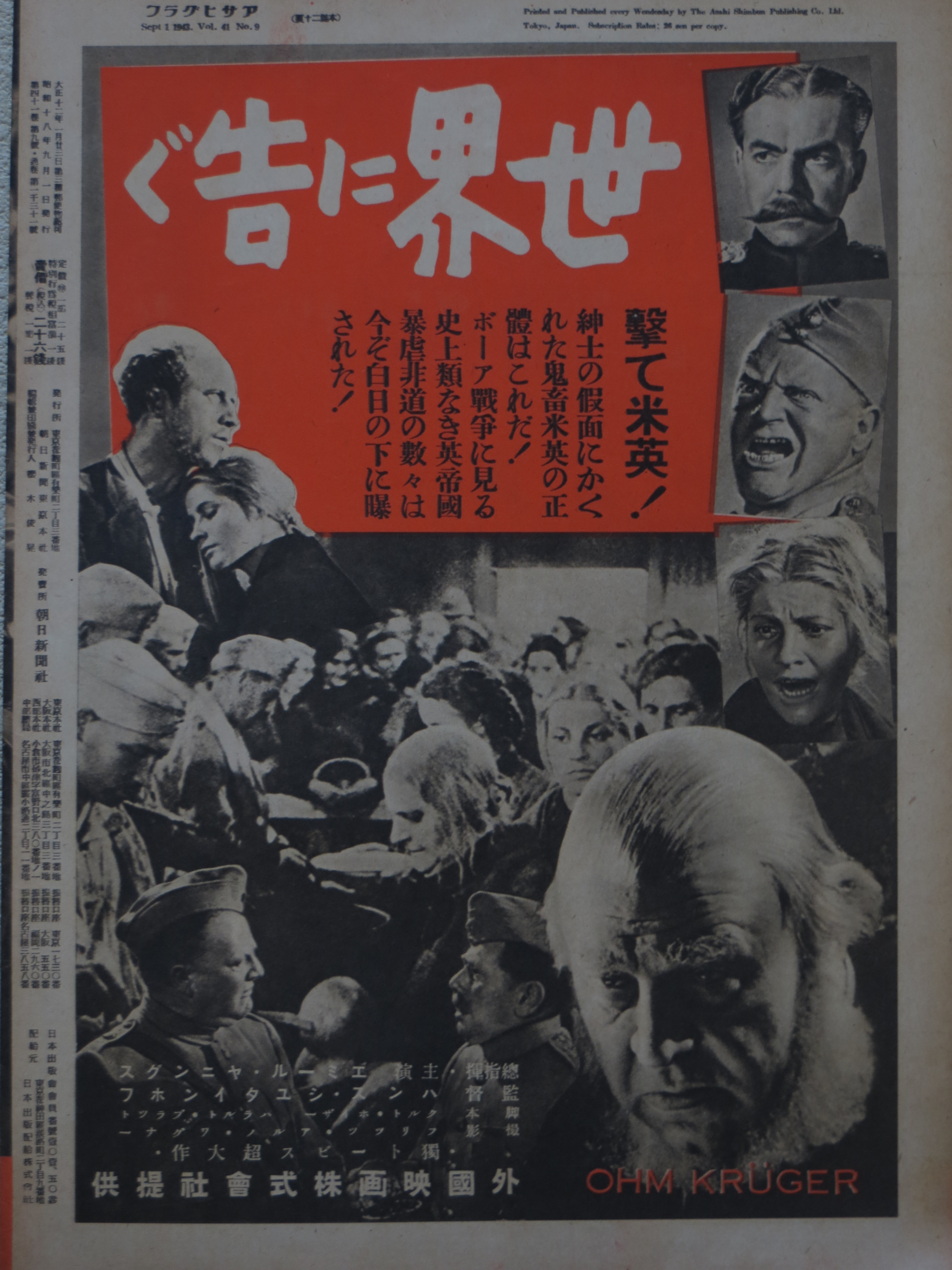
Affisch för den japanska versionen av filmen

Ohm Krüger är en nazitysk propagandafilm från 1941, regisserad av Hans Steinhoff. Filmen utspelar sig under Andra boerkriget och i huvudrollen som politikern Paul Kruger ses Emil Jannings. Filmen är framförallt gjord som extremt antibrittisk propaganda. Britter framställs som skrupellösa, giriga, opålitliga och listiga. Flera kända britter förlöjligas i filmen, drottning Victoria framställs bland annat som alkoholist. Filmen vill även rättfärdiga bruket av koncentrationsläger genom att påvisa britters användande av dessa. Filmen kom att få statusen "Film der Nation".

## Rollista
- Emil Jannings - Paul Kruger, "Ohm Krüger"
- Lucie Höflich - Sanna Krüger
- Werner Hinz - Jan Krüger
- Ernst Schröder - Adrian Krüger
- Elisabeth Flickenschildt - Frau Kock
- Gisela Uhlen - Petra Krüger
- Hedwig Wangel - drottning Victoria
- Ferdinand Marian - Cecil Rhodes
- Gustaf Gründgens - Chamberlain
- Hans Adalbert Schlettow - kommendant de Wett
- Friedrich Ulmer - Joubert
- Max Gülstorff - Reitz
- Wakter Werner - Kock
- Gerhard Bienert - skotsk officer
- Paul Bildt - holländsk minister
- Otto Graf - tysk minister
- Harald Paulsen - fransk minister
- Hans Hermann Schaufuß - militärläkare
- Otto Wernicke - lägerkommendant